# Madan Gopal Chitkara
Madan Gopal Chitkara (hindi : मदन गोपाल चितकारा), né le 22 septembre 1932 à Bannu, dans le district de Bannu dans ce qui est maintenant le Pakistan, est un avocat et un écrivain indien.
Après la partition de l'Inde, il s'installe avec sa famille à Shimla. Il a assuré la fonction d'avocat général d'Himachal Pradesh et vice-président du tribunal administratif d'Himachal Pradesh depuis 1993. 

## Publications
- Law and the Poor, APH Publishing, 1991,  (ISBN 9788170243915)
- Lok Adalat and the Poor, APH Publishing,  1993,  (ISBN 8170245443)
- Tibet, a reality, APH Publishing, 1994,  (ISBN 8170246393)
- Bureaucracy and Social Change, APH Publishing, 1994,  (ISBN 8170246148 et 978-8170246145)
- Indo-Pak Amity, APH Publishing, 1994  (ISBN 8170246660)
- Toxic Tibet under nuclear China, APH Publishing, 1996  (ISBN 8170247187 et 9788170247180)
- Human Rights : Commitment and Betrayal, APH Publishing, 1996.  (ISBN 8170247276 et 9788170247272)
- Kashmir Imbroglio : Diagnosis and Remedy, APH Publishing, 1996,  (ISBN 8170247306 et 9788170247302)
- Mohajir's Pakistan, APH Publishing, 1996,  (ISBN 8170247462 et 978-8170247463)
- Benazir : A Profile, APH Publishing, 1996  (ISBN 8170247527 et 9788170247524)
- Jiy-e-Sindh G.M. Syed, APH Publishing, 1996  (ISBN 9788170247685)
- Nuclear Pakistan, APH Publishing, 1996,  (ISBN 8170247675 et 9788170247678)
- Hindutva : A Way of Life, APH Publishing, 1997,  (ISBN 8170247985 et 978-8170247982)
- Corruption 'N' Cure, APH Publishing, 1997,  (ISBN 8170247993 et 9788170247999)
- Indian Republic Issues and Prospectives, APH Publishing, 1997,  (ISBN 8170248361 et 978-8170248361)
- Ambedkar towards Buddhism, APH Publishing, 1997,  (ISBN 8170248574 et 978-8170248576)
- Human Rights in Pakistan, APH Publishing, 1997,  (ISBN 8170248205 et 9788170248200)
- Bangladesh Mujib to Hasina, Nataraj Books Publication, 1997,  (ISBN 8170248329 et 9788170248323)
- Mother Teresa, APH Publishing, 1998,  (ISBN 8170249686)
- Buddhism, reincarnation, and Dalai Lamas of Tibet, APH Publishing, 1998,  (ISBN 8170249309 et 9788170249306)
- Hindutva parivar, APH Publishing, 2003,  (ISBN 817648461X et 9788176484619)
- Kashmir's Buddhist Ladakh, APH Publishing, 2003,  (ISBN 8176484407 et 9788176484404)
- Rashtriya Swayamsevak Sangh, APH Publishing, 2004,  (ISBN 8176484652 et 9788176484657)